# Cucullia melli
Cucullia melli är en fjärilsart som beskrevs av Charles Boursin 1942. Cucullia melli ingår i släktet Cucullia och familjen nattflyn. Inga underarter finns listade i Catalogue of Life.